# Korketrekkeren
Koordinaten: 59° 58′ 8″ N, 10° 40′ 53″ O
Der Korketrekkeren (deutsch: der Korkenzieher) ist eine ehemalige temporäre Kunsteisbobbahn und eine Naturrodelbahn in der norwegischen Hauptstadt Oslo, die im Naherholungsgebiet Frognerseteren errichtet wurde. 
Bereits in den 1880er-Jahren begann man in der Region auf den Straßen mit dem Rodeln. Mit den Rennrodel-Europameisterschaften 1937 fand erstmals ein internationaler Wettkampf hier statt.
Für die Olympischen Winterspiele 1952 wurde eine Bobbahn installiert, hierbei wurden die Kurven im Schnee gebaut und dann durch niedrige Temperaturen zu Eis froren. Die ersten Testläufe wurden 1951 unternommen. Am zweiten Wettkampftag musste die Bahn durch Aufbringen von Schnee langsamer gemacht werden, weil es bis dahin viele Unfälle gegeben hatte. Nach den Spielen wurde die Bobbahn nicht mehr genutzt.
Im Rennrodeln fanden 1955 die ersten Rennrodel-Weltmeisterschaften überhaupt auf dem Korketrekkeren statt, bei denen der Norweger Anton Salvesen im Einsitzer die erste und bisher einzige Weltmeisterschaftsmedaille für Norwegen gewinnen konnte.

## Olympiabahn
Der Start der Bobbahn der Olympischen Winterspiele 1952 lag in Frognerseteren auf einer Höhe von 429,2 Metern Ü. NHN. Bis zum Ziel musste ein Höhenunterschied von 124,35 Meter absolviert werden. Die Bahn hatte eine durchschnittliche Neigung von 8,6 Prozent, diese variierte im Verlauf zwischen 3,67 und 13,86 Prozent. Die Bahn hatte eine Gesamtlänge von 1507,5 Meter und bestand aus 13 Kurven mit Radien zwischen 14 und 50 Metern. Nach der Ziellinie ging es steil bergauf. Die Strecke verfügte über drei Boxen für Zeitnehmer, eine am Start, eine auf halber Strecke und eine im Ziel. Außerdem gab es beim Start eine Garage für die Bobs. An der Bahn waren 50 Telefonleitungen verlegt, um einen guten Ablauf der Wettbewerbe und gute Streckenbedingungen währenddessen zu gewährleisten.
| Kurve | Name               | Radius (m) |
| ----- | ------------------ | ---------- |
| 01    | Ole Lukkøye        | 14         |
| 02    | Sigurd Lundekurven | 14         |
| 03    | —                  | 20         |
| 04    | —                  | 20         |
| 05    | —                  | 50         |
| 06    | Cattanikurven      | 25         |
| 07    | Syvern             | 45         |
| 08    | Vendelboekurven    | 22         |
| 09    | Veggen             | 20         |
| 10    | —                  | 50         |
| 11    | Snipp              | 35         |
| 12    | Snapp              | 50         |
| 13    | Snute              | 40         |